# Idiocera (Idiocera) angustissima
Idiocera (Idiocera) angustissima is een tweevleugelige uit de familie steltmuggen (Limoniidae). De soort komt voor in het Neotropisch gebied.